# Шишкино (Крым)
Ши́шкино (до 1948 года Найдорф; укр. Шишкине, крымскотат. Naydorf, Найдорф) — село в Сакском районе Крыма, входит в состав Воробьёвского сельского поселения (согласно административно-территориальному делению Украины — Воробьёвского сельсовета Автономной Республики Крым).

## Население
| 2001 | 2014 |
| ---- | ---- |
| 528  | ↘354 |

Всеукраинская перепись 2001 года показала следующее распределение по носителям языка
| Язык             | Процент |
| ---------------- | ------- |
| русский          | 37.69   |
| украинский       | 35.98   |
| крымскотатарский | 22.92   |
| другие           | 1.33    |

### Динамика численности
- 1939 год — 196 чел.[10]
- 1989 год — 515 чел.[10]
- 2001 год — 528 чел.[11]
- 2009 год — 490 чел.[12]
- 2014 год — 354 чел.[13]

## Современное состояние
На 2016 год в Шишкино числится 3 улицы — Интернациональная и Садовая и Терешковой; на 2009 год, по данным сельсовета, село занимало площадь 45 гектаров, на которой в 161 дворе числилось 490 жителей. В селе действуют сельская библиотека, фельдшерско-акушерский пункт. Шишкино связано автобусным сообщением с Евпаторией и соседними населёнными пунктами.

## География
Шишкино — село на северо-западе района, в степном Крыму, высота над уровнем моря — 48 м. Соседние сёла: Воробьёво — в 3 км и Фурманово в 1 км на северо-восток, Абрикосовка в 2,5 км на юг и Приветное в 4,5 км на юго-запад. Расстояние до райцентра — около 47 километров (по шоссе) на юго-восток, ближайшая железнодорожная станция — Евпатория в 22 километрах. Транспортное сообщение осуществляется по региональной автодороге 35Н-477 Шишкино — Воробьёво — Шаумян (по украинской классификации — С-0-11229).

## История
Еврейский переселенческий участок № 39, впоследствии Найдорф, был образован в составе Евпаторийского района, видимо, в начале 1930-х годов, как и большинство подобных поселений Крыма. По данным всесоюзной переписи населения 1939 года в селе проживало 196 человек. Вскоре после начала отечественной войны часть еврейского населения Крыма была эвакуирована, из оставшихся под оккупацией большинство расстреляны. Во время оккупации Крыма, 16 декабря 1941 года около в село, на двух машинах, прибыло подразделение СД и перекрыли окраины. С помощью старосты Золотухина и полицейского Якушева еврейские семьи выгнали из домов, посадили на грузовик и вывезли за 400 м от деревни, к старому рву, у которого еврев расстреляли из автоматов. Всего было убито 10 семей (41 человек), в том числе десять стариков и тринадцать детей. На месте расстрела создан небольшой мемориал, постановлением Совета министров Республики Крым № 627 от 20 декабря 2016 года отнесённый к категории объектов культурно-исторического наследия России регионального значения.
После освобождения Крыма от фашистов, 12 августа 1944 года было принято постановление № ГОКО-6372с «О переселении колхозников в районы Крыма» и в сентябре 1944 года в район приехали первые новосёлы (150 семей) из Киевской и Каменец-Подольской областей, а в начале 1950-х годов последовала вторая волна переселенцев из различных областей Украины. С 25 июня 1946 года в составе Крымской области РСФСР. Селение встречается в указе Президиума Верховного Совета РСФСР от 18 мая 1948 года, согласно которому Найдорф переименовали в Шишкино. 26 апреля 1954 года Крымская область была передана из состава РСФСР в состав УССР. Время включения в состав Воробьёвского сельсовета пока не установлено: на 15 июня 1960 года село уже числилось в его составе. 1 января 1965 года, указом Президиума ВС УССР «О внесении изменений в административное районирование УССР — по Крымской области», Евпаторийский район был упразднён и село включили в состав Сакского (по другим данным — 11 февраля 1963 года). По данным переписи 1989 года в селе проживало 515 человек. С 12 февраля 1991 года село в восстановленной Крымской АССР, 26 февраля 1992 года переименованной в Автономную Республику Крым. С 21 марта 2014 года в составе Крыма аннексировано Россией.